# Джамейка (затока)

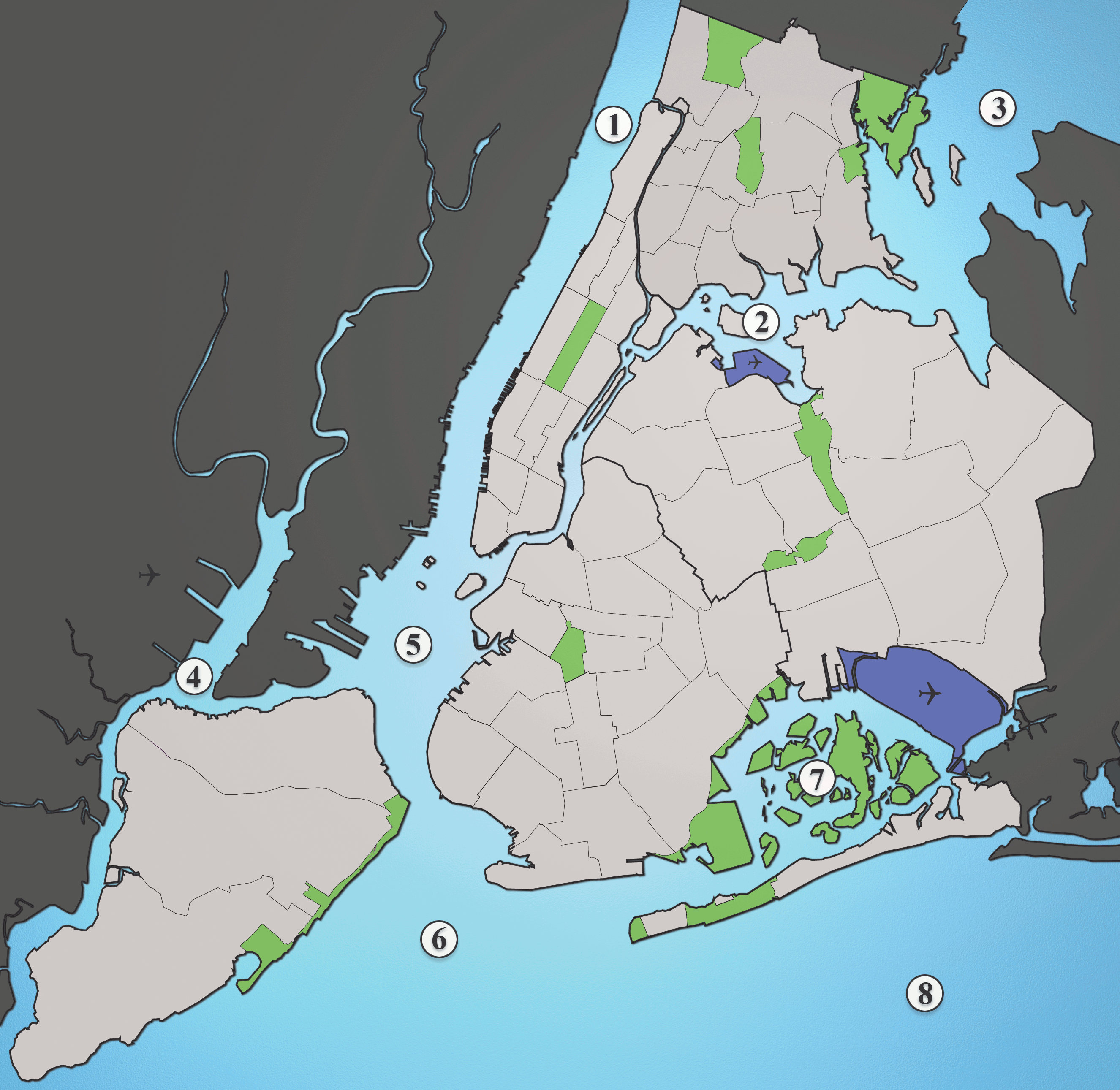
1. Річка Гудзон, 2. Іст-Ривер, 3. Протока Лонг-Айленд, 4. Затока Ньюарк, 5. Верхня затока Нью-Йорк, 6. Нижня затока Нью-Йорк, 7. Затока Джамейка, 8. Атлантичний океан.

Затока Джаме́йка (англ. Jamaica Bay) — лагуна у південно-західній частині острова Лонг-Айленд в межах міста Нью-Йорк (райони Бруклін і Квінс). Зі сходу до бухти також прилягає територія округу Нассау штату Нью-Йорк. Джамейка-Бей відокремлена від Атлантичного океану півостровом Рокавей-Біч. Протока Рокавей-Інлет (протока Рокавей) з'єднує бухту з Нижньою Нью-Йоркською затокою (Лоуер-Бей). На початку XX століття бухта мала назву Трав'яниста бухта (Grassy Bay). Сучасна назва походить від індіанського «Yameco». Територія бухти Джамейка з 1972 року є частиною заповідника «Gateway National Recreation Area».

## Опис
Бухта Джамейка є мілководною, місцями сильно заболоченою лагуною площею 101 км². Середня глибина становить 4 метри. Солоність води в різних місцях становить від 20,5 до 26 грам солі на 1 кг води. Середньорічна температура коливається в діапазоні від + 1 до + 26 °C. Припливи півдобові з середнім підйомом рівня води 1,5 метра. Бухта з'єднана з Атлантичним океаном протокою, ширина якої в найвужчому місці становить 970 метрів. В акваторії бухти більше двох десятків дрібних і великих островів, на поверхні яких — піщані дюни, порослі чагарником, з рідкісними солонуватими джерелами води. Береги бухти піщані. Північно-західне узбережжя займає лісопаркова зона Брукліна. З північного сходу і півдня до бухти прилягають житлові й промислові об'єкти Квінса, зокрема міжнародний аеропорт імені Джона Кеннеді.
Розташування Джамейка-Бей на шляхах міграції перелітних птахів та велика кількість харчових ресурсів приваблюють до бухти велику кількість пернатих. Відпливи в середньому оголюють близько 1,4 квадратних кілометра мулистих мілин, багатих різноманітними безхребетними і морськими водоростями. В екосистемі бухти мешкають 330 видів живих організмів, в тому числі 120 видів птахів і 48 видів риб. На піщаних пляжах Джамейка-Бей відкладають яйця горбкуваті черепахи і мечохвости. Флора бухти представлена переважно злаками роду «Spartina» («Spartina alterniflora» та «Spartina patens»). На островах бухти виростають Schizachyrium scoparium, просо (Panicum virgatum), золотарник (Solidago sempivirens). Чагарники представлені пенсильванською восковницею (Myrica pensylvanica), морською сливою (Prunus maritima), кількома видами сумаха (Rhus), в тому числі отруйним плющем (Toxicodendron radicans). На берегах бухти Джамейка знаходяться мальовничі парки, в яких ростуть каркас західний (Celtis occidentalis), черемха пізня (Prunus serotina), айлант найвищий (Ailanthus altissima), а також різні види дерев роду верба.

## Екологія
Заходи щодо захисту навколишнього середовища, які проводить Служба національних парків США і Нью-йоркський Департамент з охорони навколишнього середовища в заповіднику Gateway National Recreation Area, значно поліпшили екологічну обстановку в бухті Джамейка. Однак низка проблем ще зберігається. Одним з факторів забруднення залишається сусідство з аеропортом імені Джона Кеннеді. Іншою важливою проблемою є щорічне скорочення площі заболочених ділянок бухти. Причина цього явища точно досі не встановлена. Частина екологів пов'язує це із загальним підйомом рівня океану. Але більшість фахівців дотримуються думки, що це пов'язано з підвищеним викидом азоту очисними спорудами, що діють у зоні бухти .
|                          |  |                              |  |                                        |
| Бухта Джамейка. Ландшафт |  | Бухта Джамейка. Вид з літака |  | Бухта Джамейка. Дика природа Нью-Йорка |